# اندماج الأسنان
اندماج الأسنان (بالإنجليزية: fusion of teeth)‏ أو التحام الأسنان[بحاجة لمصدر] هي حالة تنشأ من اتحاد برعمي سنين منفصلين بشكل طبيعي، اعتمادًا على مرحلة نمو الأسنان في وقت الاتحاد، قد يكون كاملاً أو غير كامل. في بعض الحالات، يمكن رؤية حجرتين لُبيتين مستقلتين وقنوات جذرية. ومع ذلك، يمكن أن يكون الالتحام أيضًا عبارة عن اتحاد برعم سن طبيعي مع برعم سن زائد. في هذه الحالات، يكون عدد الأسنان أقل إذا أُحتسب السن الشاذ على أنه سن واحد. في حالة اتّئام الأسنان، عادة ما يكون الانقسام غير مكتمل وينتج عنه تاج سن كبير له جذر واحد وقناة واحدة. تنتشران حالتا اتئام الأسنان والاندماج في الأسنان الأولية، وتكون القواطع أكثر تأثرًا.
ينشأ اتئام الأسنان، على عكس اندماج الأسنان، عندما ينمو سنان من برعم سن واحد. عندما يبدو السن الشاذ سنان منفصلان، يظهر أن المريض لديه سن إضافي، إلا أن لديهم عدد طبيعي من جذور الأسنان.
على عكس اندماج الأسنان، فإن الالتحام الملاطي هو اتحاد جذور سنين أو أكثر بالملاط وحده بعد تكوين تيجان الأسنان.

## التشوهات ذات الصلة
- تكوين أملاح ناقصة
- تكوين العاج الناقص
- فرط الأسنان – أكثر من متوسط عدد الأسنان
- Anodontia - عدم نمو الأسنان